# Успение Богородично (Лагор)
Вижте пояснителната страница за други значения на Света Богородица.
„Успение Богородично“ или „Света Богородица“ (на гръцки: Κοιμήσεως της Θεοτόκου) е възрожденска православна църква в бившето хрупищко село Лагор (Лагура), част от Костурската епархия на Вселенската патриаршия.
Селото е възстановено в края на XVIII - началото на XIX век от влашки пастири от разрушения Москополе. Църквата е построена в 1860 година върху развалините на по-стар храм. Църквата е с относително малки размери и има три преносими икони от XVII и XVIII век, вероятно преместени там от Москополе. Запазен е и оригиналният обикновен иконостас и няколко икони от 1853 г., няколко стенописи от 1875 г. и две или три малки икони, които са произведения на народни зографи от средата на XIX век, сред които имитация на ватопедската икона „Света Богородица Парамития“.
- Икони от храма
- „Иисус Христос“, XVII век
- „Света Богородица Одигитрия“, XVIII век
- „Света Богородица Парамития“, XIX век